# Radomír Šulák
Radomír Šulák (* 27. listopadu 1968) je bývalý český fotbalový obránce. Jeho starší bratr Ladislav byl taktéž prvoligovým fotbalistou.

## Hráčská kariéra
V nejvyšší soutěži hrál za FC Karviná, kde působil i ve druhé lize. Druhou ligu hrál také za Třinec. V sezoně 1999/00 hrál za Český Těšín, poté byl čtyři roky v Rakousku. Po návratu do vlasti hrál nižší soutěže za TJ Bystřice nad Olší, TJ Milíkov, 1. FK Spartak Jablunkov a TJ Sokol Nýdek.

## Ligová bilance
| Ročník                               | Zápasy | Góly | Minuty | Klub             |
| ------------------------------------ | ------ | ---- | ------ | ---------------- |
| Českomoravská fotbalová liga 1991/92 | –      | –    | –      | Železárny Třinec |
| Českomoravská fotbalová liga 1992/93 | –      | –    | –      | Železárny Třinec |
| 2. česká fotbalová liga 1993/94      | –      | 3    | –      | Železárny Třinec |
| 2. česká fotbalová liga 1994/95      | –      | 0    | –      | Železárny Třinec |
| 2. česká fotbalová liga 1995/96      | 28     | 1    | –      | FC Karviná       |
| 1. česká fotbalová liga 1996/97      | 28     | 0    | 2 075  | FC Karviná       |
| 2. česká fotbalová liga 1997/98      | 24     | 1    | –      | FC Karviná       |
| 1. česká fotbalová liga 1998/99      | 20     | 0    | 1 741  | FC Karviná       |
| CELKEM 1. LIGA                       | 48     | 0    | 3 816  |                  |